# Institut finlandais
L'Institut finlandais est une institution culturelle représentant la Finlande en France, inaugurée en 1990 au 60, rue des Écoles, dans le 5e arrondissement de Paris. Il s'agit d'une plateforme indépendante et pluridisciplinaire entre les deux pays. L'entrée est libre et ouverte à tous.

## Présentation de l'Institut finlandais

### Le bâtiment
C'est Juhani Pallasmaa, un des grands noms de l'architecture finlandaise d'aujourd'hui, qui a pensé la rénovation des deux premiers niveaux de l'immeuble de style Haussmannien datant de 1862, qui abrite les locaux de l'Institut finlandais, en lieu et place de l'ancien cinéma Cluny-Écoles, fermé le 19 mars 1985.
L'intérieur et l'ameublement, avec leurs matériaux typiques, sont représentatifs du design finlandais. Le bois est l'élément qui domine la décoration, et les fenêtres de la grande salle polyvalente ouvrent une perspective aérée sur les thermes de Cluny. En 2017-2018, l’Institut finlandais a été entièrement rénové par le cabinet de l’architecte Pekka Littow (Littow Architectes), puis rouvert au public en juillet 2018. Le Studio Joanna Laajisto s’est chargé de la décoration intérieure.
Les locaux de l'Institut finlandais sont la propriété de l'État finlandais. Ils comprennent une salle polyvalente de 195 places, une salle de cinéma de 60 places, et une salle de séminaires. Le Café Maa de l'Institut finlandais occupe la grande salle principale du bâtiment, où sont accueillis régulièrement discussions, lancements et rencontres professionnelles. Le menu propose une gastronomie finlandaise à la fois traditionnelle et moderne, ainsi que des cafés de spécialité. Le mobilier du café est fabriqué par la société finlandaise Made by Choice, spécialisée dans le bois massif. La galerie de l'Institut finlandais et ses expositions variées constituent une vitrine de l’art et du design finlandais. La salle de cinéma propose des programmes réguliers de films et d’autres activités.

### Fonctionnement
La majeure partie des activités proposées par l’institut finlandais est financée par le Ministère de l’Éducation et de la Culture de Finlande. Différents donateurs privés et organisations participent aussi au financement des projets de l’Institut finlandais. La directrice actuelle de l'Institut finlandais depuis août 2023 est Tuula Yrjö-Koskinen. 
Ses prédécesseurs sont notamment :
- Johanna Råman (2018-2023)
- Meena Kaunisto (2012-2018)
- Marja Sakari (2008-2012)
- Marjatta Levanto (2004-2008)
- Jukka Havu (2001-2004)
- Iiris Schwank (1999-2000)
- Kimmo Pasanen (1996-1999)
- Tarmo Kunnas (1990-1995, premier directeur de l'Institut)

### Mission et activités
En collaboration avec différentes institutions internationales, le monde universitaire et le milieu créatif, l’Institut finlandais propose un riche programme d’évènements culturels au sein de l’institut et hors de ses murs. À travers son cadre culturel, l’institut finlandais souhaite étudier comment participer à la promotion d’un discours international dans les domaines des arts visuels, de la musique, du cinéma, de la littérature, de la mode, du design ainsi que de la gastronomie entre autres. 